# Ángel María Gianola
Ángel María Gianola (José Batlle y Ordóñez, Lavalleja, 3 de octubre de 1926 – Montevideo, 31 de marzo de 2022) fue un abogado y político uruguayo. Integraba el sector herrerista del Partido Nacional.

## Carrera
Graduado como abogado en la Universidad de la República en 1953.
Fue Ministro de Industria y Trabajo del primer colegiado blanco entre 1960-1963; posteriormente fue senador entre 1967 y 1973, hasta el golpe de Estado del 27 de junio de 1973. 
En 1984 se postuló a diputado acompañando la candidatura de Alberto Zumarán, sin éxito. En el siguiente periodo, fue Ministro del Interior en el gobierno de Luis Alberto Lacalle en 1994-1995.
En su última actuación ministerial, tuvo lugar el 24 de agosto de 1994 un episodio violento en las inmediaciones del Hospital Filtro de Montevideo luego de que integrantes del Movimiento de Liberación Nacional-Tupamaros y otros manifestantes se movilizaran para impedir la extradición de tres vascos hacia España acusados de formar parte de la ETA. El operativo policial montado por efectivos a cargo de Gianola dejó como saldo dos muertos y un centenar de heridos, 15 de ellos de gravedad tras ser baleados.
En 2002, el rey Juan Carlos I de España le confirió por Real Decreto la gran cruz de la Orden de Isabel la Católica.
Falleció el 31 de marzo de 2022, a los 95 años de edad.